# Curlie
Pour les articles homonymes, voir ODP.
 (septembre 2023).
L’Open Directory Project (ODP), aussi appelé Dmoz (abréviation de « Directory Mozilla »), est un ancien annuaire de sites web actif de 1998 à 2017, sous licence libre Open Directory.
Il était géré par une vaste communauté d'éditeurs bénévoles provenant du monde entier, chacun étant responsable de vérifier l'exactitude et la catégorisation des sites dans une ou plusieurs catégories. 
En 2008, Dmoz recense 4,6 millions de sites web.
Racheté par Netscape à la fin de l’année 1998, qui est elle-même rachetée par AOL quelques semaines plus tard, le site ferme ses portes en mars 2017. Des bénévoles relancent le site sous le nom Curlie quelques mois plus tard.

## Fonctionnement
Cette section ne s'appuie pas, ou pas assez, sur des sources secondaires ou tertiaires indépendantes du sujet.

Pour l'améliorer, ajoutez-en, ou placez des modèles {{Source secondaire souhaitée}} ou {{Source secondaire nécessaire}} sur les passages mal sourcés. (février 2023)
L'annuaire était entièrement gratuit. L'ajout d'un nouveau site et l'utilisation des données ne coûtait rien. Les données pouvaient être téléchargées et utilisées gratuitement, moyennant le respect de la licence et l'ajout d'un code HTML d'attribution.
DMOZ était géré par des éditeurs, qui vérifiaient les sites proposés, les classaient dans la catégorie appropriée et en ajoutaient d'autres au gré de leurs visites sur le web. Tout le monde pouvait poser sa candidature pour devenir éditeur.
De nombreux sites utilisaient les données de DMOZ, en complément d'autres services, le plus connu étant l'annuaire Google ; ce dernier (fermé en 2011) avait pour avantage de classer les pages selon leur popularité (PageRank), ou par ordre alphabétique ; par contre, contrairement à l'annuaire DMOZ, il ne proposait pas de liens vers la même catégorie en d'autres langues. Alexa utilisait aussi DMOZ pour son classement par catégories.

## Historique
Le projet Gnuhoo est créé le 5 juin 1998, avant d’être renommé quelques jours plus tard en « Newhoo » après mise en demeure de la Fondation pour le logiciel libre, porteuse du projet GNU.
- Novembre 1998 : Newhoo est racheté par Netscape ;
- Newhoo est renommé Open Directory Project (traduisible par « Projet d'annuaire ouvert ») par Netscape à la suite d'une demande de Yahoo! ;
- ODP est accessible par l'adresse web directory.mozilla.org ;
- 1999 : DMOZ - Open Directory Project : dmoz.org ;

Le 20 octobre 2006, les serveurs s’arrêtent car un disque dur a cessé de fonctionner. Le site reste hors ligne pendant six semaines et plusieurs fonctionnalités manquent encore pendant quelques semaines ensuite. Ce dysfonctionnement révèle le peu de moyens alloués par AOL à Dmoz.
- Octobre 2006 : la partie francophone atteint les 200 000 sites indexés ;
- Septembre 2007 : DMOZ lance son blog officiel en anglais ;

Le 9 juillet 2008, Dmoz recense 4,6 millions de sites web, dont 221 000 francophones.
- 2011 : l'Open Directory Project opte pour une licence Creative Commons BY.

Pour ses dix-huit ans, le 5 juin 2016, le site arbore une nouvelle présentation adaptative aux mobiles.

Le site ferme ses portes le 17 mars 2017. Après sa fermeture, des bénévoles récupèrent la base de données auprès d’AOL et relancent l’annuaire sous le nom Curlie. Celui-ci récupère donc le contenu correspondant à 3,8 millions de sites web classés dans un million de catégories par près de 92 000 contributeurs de 90 pays différents. Google annonce dans la foulée ne plus prendre en compte l'annuaire Open Directory ainsi que le support de la balise Noodp,.

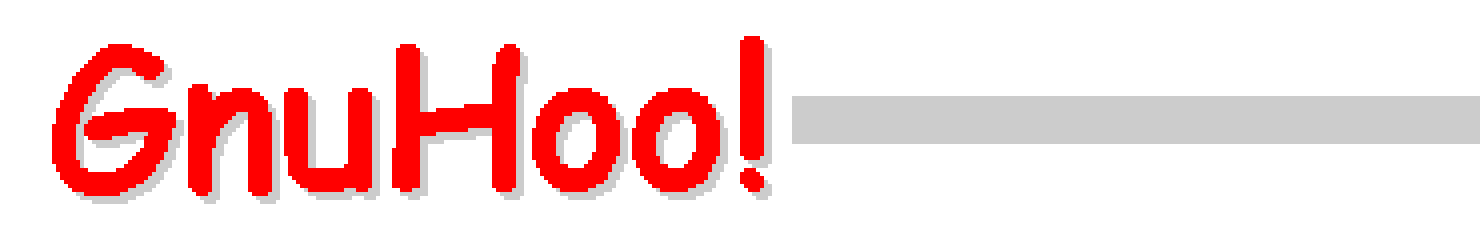
Logo original en juin 1998
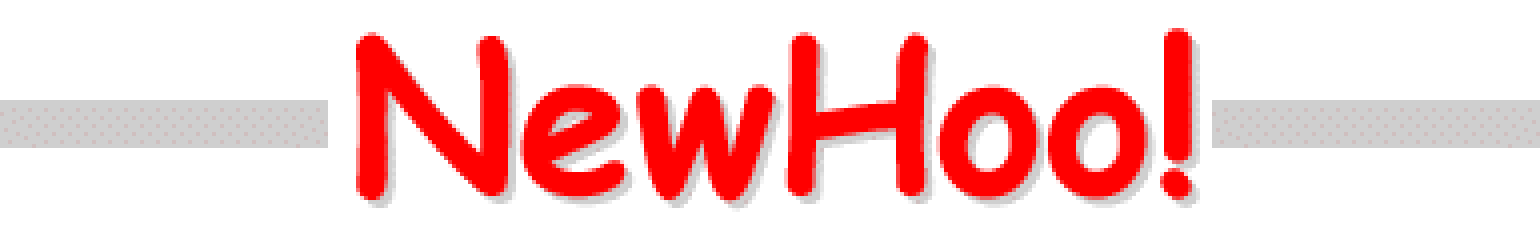
Logo après le renommage en NewHoo
Logo après le rachat par Netscape
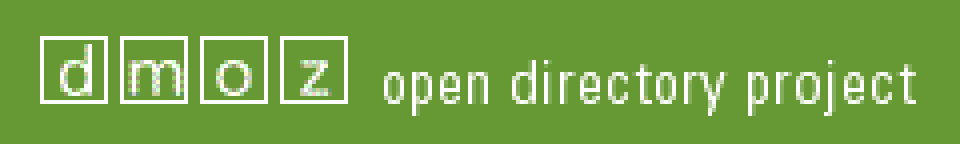
Logo à partir de 1999 avec le nom DMOZ
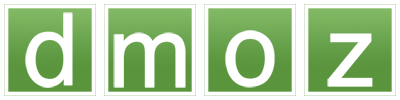
Logo à partir de mars 2014
Logo à partir de juin 2016 jusqu’à la fermeture du site en mars 2017
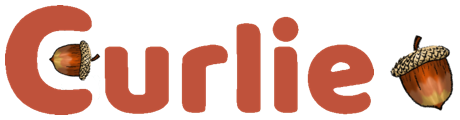
Logo de Curlie, 2019

## Association des éditeurs francophones (AEF)
Cette section ne s'appuie pas, ou pas assez, sur des sources secondaires ou tertiaires indépendantes du sujet.

Pour l'améliorer, ajoutez-en, ou placez des modèles {{Source secondaire souhaitée}} ou {{Source secondaire nécessaire}} sur les passages mal sourcés. (février 2023)
Afin de promouvoir et rendre plus visible la partie francophone de DMOZ, les éditeurs francophones se sont regroupés dans l'Association des éditeurs francophones de DMOZ. Cette association est informelle, pas de statuts, pas de cotisation. Un portail, développé par les éditeurs francophones, est une page d'accueil personnalisée pour un accès plus sympathique aux catégories francophones de DMOZ. Chaque lien pointe vers une catégorie de l'annuaire DMOZ officiel. Il n'existe donc pas d'annuaire aef-dmoz, seulement un accès plus aisé.
En même temps que le portail un nouveau mozzie a été créé reprenant le symbole de la francophonie.
Dans le même mouvement, les éditeurs francophones de DMOZ se sont retrouvés sur Orkut dans la communauté Aef-dmoz. En septembre 2008, ils étaient 96 membres de cette communauté, en novembre 2012 ils étaient 84.
En juin 2005 l'Aef-dmoz a lancé son propre weblog : Aef Dmoz Blog. Ce blog contient des informations sur les catégories de l'annuaire, la manière de référencer son site sur DMOZ, de trouver des informations sur l'annuaire ou de devenir éditeur.
Au 30 septembre 2008, la partie francophone de l’annuaire comptait près de 224 500 sites web répertoriés et 376 contributeurs bénévoles actifs, avec un taux de croissance du nombre de sites enregistrés d’environ 6 %.